# Chapelle Saint-Laurent d'Étagnières
Pour les articles homonymes, voir Chapelle Saint-Laurent.
La chapelle Saint-Laurent est un édifice chrétien datant de la fin XVIIIe siècle, située dans la commune vaudoise d'Étagnières en Suisse. La paroisse est membre de l'Église évangélique réformée du canton de Vaud.

## Histoire
Avant cette chapelle-ci, une précédente, placée sous la protection de saint Laurent de Rome, existe. Une première mention en est faite au XVe siècle : un jugement de la justice d'Étagnières daté du 10 août 1404 condamne une personne nommée Jean Mugnier de Cressier à payer une amende de 60 sols pour avoir tiré l'épée contre un autre personne nommée Pierre de Gumoëns derrière la chapelle Saint-Laurent. Celle-ci est détruite par un incendie en 1668 et la chapelle actuelle est construite sur les vestiges demeurant. Le chœur tombe en ruine et il est reconstruit en 1762. La chapelle garde dès lors sa forme finale. Une sacristie est ajoutée en 1836.
Après l'introduction de la foi réformée dans le pays de Vaud en 1536, une partie des habitants d'Étagnières deviennent protestants. Ils sont définitivement autorisés à célébrer leur culte dans la chapelle à partir de 1640. Auparavant, la question des coûts d'entretien de l'édifice divise les deux communautés, notamment au sujet de la cire et de l'huile pour les luminaires. Le bailli bernois Bernard von Werdt, qui est protestant, se plaint de devoir payer pour quelque chose dont seuls les catholiques font usage. En effet, la coutume stipule que le jour de la patronale, le bâton du saint soit misé. Les frais couvrant les dépenses pour les luminaires et si les frais ne sont pas couverts, c'est à la commune de les compléter et donc en partie aux protestants. Néanmoins, le gouverneur d'Étagnières, Antoine Ducret, mentionne qu'en 44 ans de gouvernorat, il n'a jamais vécu une seule année où les mises n'ont pas réussi à couvrir les frais et la commune n'a jamais eu à payer. Cet état de tension relative entre les deux communautés n'aide pas à la bonne tenue de l'édifice.
Les désaccords sont définitivement réglés en 1833 lorsque l'État de Vaud cède le chœur à la confrérie catholique pour 800 CHF à la condition que celle-ci prenne en charge tous les frais d'entretien. Cette partie est alors séparée de la nef par une grille en fer. C'était uniquement dans cette dernière partie, dont l'État a conservé la propriété, que pouvait avoir lieu le culte protestant. Cette répartition existe toujours mais les deux parties sont ouvertes aux deux cultes.

## Architecture
L'édifice comporte dans le chœur un retable baroque de 1650 réalisé par les frères fribourgeois Reyff. Le chœur comporte aussi une statue de la vierge : Notre-Dame des Sept Douleurs qui est toujours le lieu de dévotion et de vénération. Cette statue donne le second nom à la chapelle.
La chapelle subit plusieurs travaux de rénovation. En 1902, sous la direction de l'architecte M. Nicod, l'intérieur est restauré et les fenêtres sont transformées avec une terminaison néo-gothique en arc brisé. Le retable est restauré en 1929 et d'autres travaux suivent durant les années 1950. Les derniers travaux de restauration datent de 2004. Les vitraux sont changés et les nouveaux sont réalisés par Michel Delanoë.
L'édifice, ainsi que ses deux cloches de 1670 et 1801 et son retable de 1650, sont classés monuments historiques d'importance nationale, tous les trois notés 1.